# Kruševa Glava
Kruševa Glava (Servisch cyrillisch Крушева Глава) is een plaats in de Servische gemeente Vranje. De plaats telt 135 inwoners (2002).